# Mamadou Diallo (zapaśnik)
Mamadou Diallo (arab. ‏مامادو ديالو‎) – mauretański zapaśnik walczący w stylu wolnym. Olimpijczyk z Los Angeles 1984, gdzie odpadł w eliminacjach w kategorii do 90 kg.
Czwarty na igrzyskach afrykańskich w 1987. Brązowy medalista mistrzostw Afryki w 1985 roku.

## Letnie Igrzyska Olimpijskie 1984
| Konkurencja      | Rundy eliminacyjne     | Rundy eliminacyjne | Klas. końcowa |
| Konkurencja      | Przeciwnik I           | Przeciwnik II      | Miejsce       |
| ---------------- | ---------------------- | ------------------ | ------------- |
| 90 kg styl wolny | Macauley Appah (NGA) P | Noel Loban (GBR) P | 17.           |